# Super Low Altitude Test Satellite
Super Low Altitude Test Satellite, (Satellite expérimental d'altitude extrêmement basse) ou SLATS ou Tsubame, est un micro-satellite expérimental développé par l'Agence d'exploration aérospatiale japonaise (JAXA) et lancé le 23 décembre 2017. Il a pour objectif de tester le recours à un moteur ionique pour compenser la trainée générée par l'atmosphère résiduelle sur une orbite terrestre très basse (180-250 km).

## Contexte
Un satellite placé sur une orbite terrestre très basse (< 300 km) traverse une atmosphère résiduelle relativement dense qui génère une traînée (résistance de l'air) 1 000 fois plus importante qu'à une altitude de 600 km. Cette orbite est donc rarement utilisée par les satellites d'observation de la Terre car ceux-ci sont obligés de consommer une grande quantité d'ergols pour se maintenir à cette altitude. Pourtant cette orbite présente plusieurs avantages pour les missions d'observation de la Terre : les instruments optiques bénéficient d'un pouvoir de résolution plus élevé pour effectuer leurs relevés de la surface, les liaisons radio exigent des émetteurs moins puissants et la mise en orbite nécessite un lanceur moins puissant donc moins cher. L'agence spatiale japonaise veut tester dans le cadre de la mission SLATS le recours à un moteur ionique qui permet de se maintenir sur une orbite de ce type sur de longues périodes. Un  moteur ionique dispose d'un rendement 10 fois plus efficace qu'un système de propulsion chimique ce qui permet de limiter la quantité d'ergols emportée. La faible poussée de ce type de moteur est suffisante pour contrebalancer la trainée atmosphérique.

## Objectifs
Les objectifs de la mission SLATS sont :
- valider l'utilisation d'un moteur ionique de faible poussée pour le maintien sur une orbite ultra basse sur de longues durées.
- mesurer la densité de l'atmosphère à 200 km d'altitude.
- à basse altitude, l'oxygène présent dans l'atmosphère résiduelle est bombardée par le rayonnement ultraviolet qui casse la molécule en deux atomes. Ces radicaux très réactifs dégradent les parties exposées des satellites. La mission doit mesurer les concentrations d'oxygène atomique à très basse altitude et la détérioration des matériaux soumis à leur action pour permettre de concevoir des satellites utilisant une orbite basse.

## Caractéristiques techniques
Le satellite, d'une masse inférieure à 400 kg, a une forme rectangulaire avec une section réduite (1,2 × 0,9 × 2,5 m). Des panneaux solaires déployés de part et d'autre du corps du satellite lorsque celui-ci est en orbite portent son envergure à 5,2 mètres et fournissent plus de 1 140 watts utilisés principalement pour faire fonctionner le moteur ionique. Celui-ci, baptisé NSTT (Next-generation Star Tracker) et développé par l'agence spatiale japonaise avec la société NEC Toshiba Space Systems, est testé sur le satellite expérimental Kiku-8. Il bénéficie d'un rendement plus élevé que celui utilisé sur les sondes spatiale Hayabusa. Il fournit une poussée de 11,5 à 17 milli newtons et éjecte du xénon en consommant 580 watts lorsque la poussée est à son maximum. SLATS dispose par ailleurs d'une propulsion chimique composée de quatre moteurs-fusées ayant une poussée d'un newton et brûlant de l'hydrazine avec une impulsion spécifique de 200 secondes.
SLATS emporte trois expériences :
- AOFS (Atomic Oxygen Fluence Sensor), mesure la quantité d'oxygène atmosphérique présent sur la trajectoire. Le dispositif comprend 8 capteurs TQCMs (Thermoelectric Quartz Crystal Microbalances) placés à l'intérieur et à l'extérieur de la structure de SLATS qui mesure la diminution de la masse d'un film de polyimide réagissant avec l'oxygène atomique en se transformant en gaz.
- MDM (Material Degradation Monitor), comprend des échantillons de matériaux utilisés pour protéger les satellites ainsi qu'une caméra optique pour mesurer les effets de l’atmosphère résiduelle sur ceux-ci. L'expérience est placée sur la face avant (dans le sens de la marche) du satellite.
- OPS (Optical Sensor), est une caméra destinée à mesurer l'évolution de la résolution spatiale en fonction de l'altitude.

## Déroulement de la mission
SLATS est mis en orbite le 23 décembre 2017 en tant que charge utile secondaire par le lanceur H-IIA qui place en orbite le satellite d'observation de la Terre GCOM-C chargé d'effectuer des mesures de la composition de l'atmosphère terrestre, d'évaluer le bilan radiatif de la Terre et d'étudier le cycle du carbone. Le satellite SLATS est placé initialement sur une orbite à une altitude de 630 km qu'il ramène avec ses propulseurs chimiques à 430 km. En utilisant la traînée générée par l'atmosphère résiduelle, il réduit par la suite son altitude à 250 km en 450 jours. Il débute alors le cœur de la mission qui doit durer trois mois (hors prolongement). Il utilise son moteur ionique pour stabiliser on orbite qu'il laisse diminuer par palier jusqu'à atteindre 180 km. La mission s'achève le 30 septembre 2019 après avoir rempli ses objectifs. Le satellite se désintègre dans l'atmosphère terrestre le 2 octobre 2019.
Le 30 décembre 2019, le Guinness World Records a reconnu la prouesse de Tsubame, qui a été à « l'altitude la plus basse à laquelle un satellite d'observation de la Terre a été en orbite » : 167,4 kilomètres